# Antonio Siles y Fernández

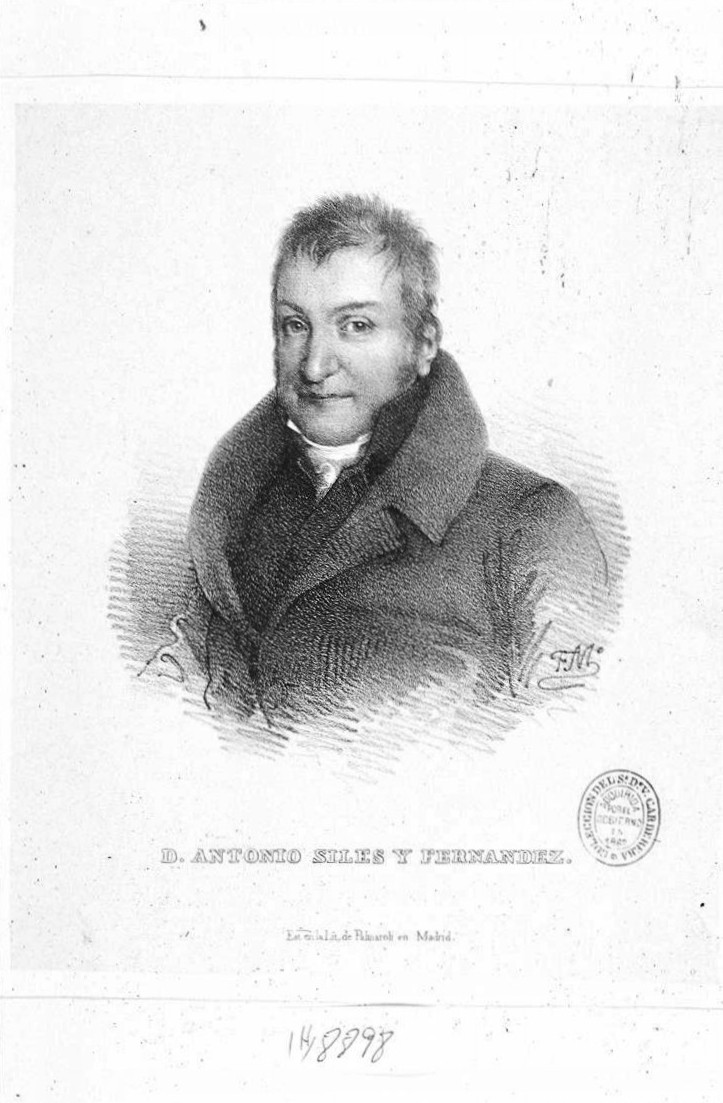
Retrato de Antonio Siles y Fernández por dibujo de Federico de Madrazo. Litografía de Palmaroli. Biblioteca Nacional de España.

Antonio Siles y Fernández, abogado, historiador y anticuario interino de la Real Academia de la Historia, falleció en Madrid en julio de 1834.

## Biografía
Estudió en la Universidad de Alcalá de Henares doctorándose en ambos derechos y fue catedrático de «Disciplina Eclesiástica» en los Reales Estudios de la Villa. Fue miembro del colegio de abogados de Madrid y de la Real Sociedad Económica Matritense de Amigos del País, de la que en los años previos a la Guerra de la Independencia española ejerció como secretario. Interesado en la historia y en particular por la geografía histórica y la historia eclesiástica, compuso un «Lexicon, Vocabulario, o Diccionario de varios nombres antiguos de varios Reynos, Provincias, Ciudades, Villas, Aldeas, Cabos, Mares, Yslas, Campos, Ríos, Montes, &c con los nombres que se llaman oy día», conservado en manuscrito en la Universidad de Sevilla.
Admitido como académico supernumerario de la Real Academia de la Historia el 3 de noviembre de 1801, el 17 leyó su discurso de toma de posesión de la plaza que trató sobre «el origen de los diezmos en España». De historia eclesiástica trata también su única obra publicada: Investigaciones históricas sobre el origen y progresos del monacato español, obra así mismo presentada a la Academia y publicada en el tomo VII de las Memorias de la Real Academia de la Historia, editadas en Madrid en 1832.
Con la ocupación francesa permaneció en Madrid y fue miembro de la Junta de Censura por lo que, restaurado Fernando VII en el trono, fue sometido a depuración conforme al Decreto del 30 de mayo de 1814. Como resultado, en la sesión ordinaria del 23 de diciembre de 1814 se leyó una Real Orden del secretario del despacho de Gracia y Justicia del mes de octubre por la que se mandaba fuese borrado Antonio Siles de la Academia.
Tras el triunfo del pronunciamiento de Riego pudo reincorporarse a las tareas académicas en la sesión del 7 de abril de 1820, en la que se leyó un oficio del secretario de la Gobernación por el que daba cuenta de una Real Orden por la cual se anulaba la antes citada.
Durante la Década ominosa, periodo en el que la Academia pasó varios años en situación de interinidad, Siles hizo en los primeros momentos de secretario de las sesiones académicas y de anticuario interino por nombramiento de 9 de agosto de 1833, a la muerte de José Sabau que —sin nombramiento— venía haciendo aquellas funciones. Sin embargo, en noviembre de ese año, antes de fallecer, las llaves del monetario se le dieron a Juan Pablo Pérez Caballero. También en esta etapa, en mayo de 1827, la Academia formó una comisión integrada por Sabau, Siles y Diego Clemencín para que redactasen un informe y expusiesen cuanto estimasen oportuno en orden a preservar los monumentos de la antigüedad esparcidos por todo el reino y proponer las medidas oportunas para su restauración y conservación en el mejor modo posible.
Murió, al igual que su mujer y que el entonces secretario de la Academia, el citado Diego Clemencín, a causa de la epidemia de cólera propagada por Madrid en julio de 1834, en el cuarto que ocupaba en la Casa de la Panadería, donde tenía su sede la Real Academia de la Historia, que por este motivo hubo de ser cerrada y trasladar sus sesiones para permitir su desinfección.